# Petición de sistema

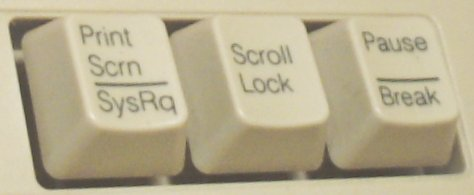
Computer keyboard keys next to the F-keys: Print Scrn/SysRq, Scroll Lock, Pause/Break

La tecla Petición de sistema (a veces abreviada PetSis) es una tecla del teclado para PC cuyo funcionamiento puede estar o no habilitado en los diferentes sistemas operativos. Esta tecla puede usarse, por ejemplo, para mostrar la consola de comandos en una terminal virtual. En sistemas Linux se utiliza para realizar llamadas al sistema y recuperar, por ejemplo, el sistema de un bloqueo por alguno de sus procesos, accediendo directamente al Kernel sin necesidad de pasar por la consola (Alt+Impr PantPetSis+COMANDO). En Windows, la combinación May+Impr PantPetSis sirve para tomar una captura de la ventana actual.

## Propósito original
Fue introducida por IBM con el PC/AT. La intención de esta tecla era invocar directamente al núcleo del sistema operativo sin causar conflictos con el software que se estaba ejecutando en ese momento. Una rutina especial de la BIOS (Int 15h - Función 85h) fue añadida para avisar al SO cuando la tecla PetSis era pulsada.
Era necesaria una tecla especial porque muchos programas de aquella época operaban a bajo nivel saltándose las rutinas del SO y podían así realizar miles de combinaciones de teclas en el teclado. El uso de los programas TSR complicaba todavía más ese problema. Para implementar un ambiente tarea o multitarea se necesitaba una tecla especial. Esto es similar a la combinación de teclas Ctrl+Alt+Supr que se utilizan en Windows.
Las rutinas estándar de teclado de la BIOS ignoran la pulsación de la tecla PetSis. Debido a esto, esta tecla no es de fácil acceso al programador que programe lenguajes de alto nivel.

## Otros usos
Bajo MS-DOS, los programas defectuosos podían hacer que todo el PC se bloqueara. Debido a esto, algunas TSRs usaban la tecla PetSis como tecla "de pánico" para terminar la ejecución del programa y mostrar la línea de comandos de MS-DOS.
En Linux, el núcleo puede configurarse para proveer funciones que depuren el sistema y se recuperen en caso de fallo. Esto se conoce como "Tecla PetSis Mágica".
Microsoft ha usado la tecla PetSis para varios sistemas operativos y depuradores de programas. En el depurador CodeView, se usaba a veces parar la ejecución del programa. Para los depuradores de núcleo remotos de Windows NT, puede usarse para forzar el sistema al depurador. En Windows, la combinación May+Impr PantPetSis sirve para tomar una captura de la ventana actual.
En los ordenadores Hyundai/Hynix Super-16, pulsar Ctrl+PetSis reinicia el sistema.
En sistemas embebidos, PetSis se utiliza normalmente para enviar una señal RESET#.